# Bogdan Gajewicz
Bogdan Józef Gajewicz (ur. 7 lipca 1901 w Pabianicach, zm. 1969 w Nowym Jorku) – polski adwokat, publicysta i działacz Stronnictwa Narodowego.

## Życiorys
W 1920 r. ukończył Państwowe Gimnazjum im. M. Kopernika w Łodzi oraz studia na Wydziale Prawa Uniwersytetu Warszawskiego (1924) i w Szkole Nauk Politycznych w Warszawie (1925). W 1921 był współzałożycielem Koła Akademików Pabianiczan w Pabianicach, zaś w 1922 został członkiem Młodzieży Wszechpolskiej i Związku Ludowo-Narodowego. Od 1926 r. należał do Obozu Wielkiej Polski, a od 1928 do Stronnictwa Narodowego. W latach 1927–1930 i 1935–1939 był radnym Rady Miejskiej w Radomiu.
W 1931 r. został oskarżony w procesie 15 radnych o uchwalenie protestu przeciw znęcaniu się oficerów nad posłami w Brześciu i przeciw policyjnej masakrze robotników przed kinem „Świt” w Radomiu. Skazany na 3 miesiące więzienia – karę jednak zamieniono na 500 zł grzywny. W latach 1930–1939 prowadził kancelarię adwokacką w Radomiu – jako adwokat zasłynął jako obrońca uczestników tzw. wyprawy myślenickiej Adama Doboszyńskiego, a także Jędrzeja Giertycha w procesie związanym z jego książką pt. „Tragizm losów Polski”.
We wrześniu 1939 udał się do Rumunii gdzie został internowany w obozie Ocnele Mari, skąd w 1940 uciekł i przedostał się do Marsylii. W okresie od kwietnia do czerwca 1940 roku służył w kompanii samochodowej I Dywizji Grenadierów i jako dowódca plutonu brał udział w walkach w Lotaryngii, a następnie na południu Francji w ramach uczestnictwa w ruchu oporu. Od 1941 należał do kierownictwa emigracyjnego Stronnictwa Narodowego i był członkiem jego tajnego Komitetu Politycznego. W latach 1942–1945 sprawował opiekę nad kombatantami i inwalidami wojennymi w ramach Polskiego Czerwonego Krzyża.
Po wojnie studiował cywilizację francuską na Sorbonie (1945–1946) oraz pełnił wiele funkcji w organizacjach kombatanckich i emigracyjnych. Był m.in. wiceprezesem Wydziału Wykonawczego (od 1945), a potem prezesem Stronnictwa Narodowego we Francji (1948–1956), radcą prawnym Polskiego Związku Inwalidów Wojennych we Francji (1947–1953 i 1956–1957), wiceprezesem Związku Polskiego Uchodźstwa Wojennego i prezesem sądu tej organizacji we Francji (1955–1957).
W 1957 r. wyjechał do Stanów Zjednoczonych i włączył się w tamtejszy nurt życia politycznego emigracji, zasiadał m.in. na stanowisku wiceprezesa emigracyjnej Rady Jedności Narodowej (od 1958), natomiast w 1961 roku zainicjował działalność Instytutu im. Romana Dmowskiego w Nowym Jorku. Został pochowany na cmentarzu w Doylestown w stanie Pensylwania.

## Publicystyka
Pracował jako redaktor czasopisma „Słowo Radomsko-Kieleckie” (1925-1930) oraz publicysta „Warszawskiego Dziennika Narodowego”, „Prosto z Mostu”, „Kuriera Poznańskiego” i „Orędownika”. Od 1934 był redaktorem naczelnym „Gazety Radomskiej”. Na emigracji zaś publikował na łamach: „Myśli Polskiej” (1945-1956), „Placówki”, „Słowa Polskiego” i „Horyzontów”. W latach 1954–1956 był redaktorem „Biuletynu Narodowego” w Paryżu. Jest autorem tłumaczenia „Brewiarza dyplomatycznego” Baltasara Graciána (Paryż 1949; Warszawa 2009).

## Odznaczenia
- Srebrny Krzyż Zasługi z mieczami
- Croix de Guerre 1939-1945 – Francja
- Médaille Commémorative Française de la Guerre 1939–1945 – Francja[2]